# 坝陵街道
坝陵街道，是中华人民共和国湖北省宜昌市当阳市下辖的一个乡镇级行政单位。

## 行政区划
坝陵街道下辖以下地区：
坝陵桥社区、慈化寺社区、白庙村、群力村、坝陵村、长岭村、九山村、何畈村、国河村、苏河村、花园村、童台村、木林村、群益村、群华村、荣耀村、照耀村、精耀村、黄林村、鲁山村、慈化村和文河村。

## 交通
- 焦柳铁路：当阳站